# 復合 (宇宙學)
復合（英語：Recombination）是宇宙論中帶電的電子和質子在宇宙中首度結合成電中性氫原子的時代。在大爆炸之後，宇宙是熱的，光子、電子和質子密集電漿，電漿和光子的交互作用造成的宇宙輻射，有效的使宇宙變得不透明。當宇宙膨脹時，它開始變冷。最終，宇宙的溫度冷到高能態中性氫可以形成的溫度點，自由電子和質子與中性氫原子的比率下降至約為1比10,000。不久之後，在宇宙中的光子與物質退耦，因此復合有時也被稱為光子退耦，儘管復合與光子退耦是不同的事件。一旦光子與物質退耦，它們在宇宙中不與物質交互作用的自由路徑，就構成我們今天所觀測到的宇宙微波背景輻射。復合大約發生在宇宙年齡380,000歲，或是大約紅移= 1100。

## 復合時代的推導
粗略的估計復合時代的紅移是可能的，從考慮復合開始前的時代，光子主要經由耦合反應成為物質
{\displaystyle H+\gamma \longleftrightarrow p+e^{-}.}
參與這種反應的光子 (γ) 至少要有13.6電子伏特的能量。只要光子能耦合成物質，這種反應就會在統計上平衡，所以薩哈方程式可以用來測量構成的均衡值。在這個方程式的結果是
{\displaystyle {\frac {n_{\text{H}}}{n_{\text{p}}n_{\text{e}}}}=\left({\frac {m_{\text{e}}k_{\text{B}}T}{2\pi \hbar ^{2}}}\right)^{-3/2}\exp \left({\frac {Q}{k_{\text{B}}T}}\right),}
此處n代表下述質點的密度，
me是電子質量，
kB是波茲曼常數，
T是溫度，
ħ 約簡普朗克常數，和
Q是氫的束縛能。注意到電中性需要ne = np，因此定義電離的分數為
{\displaystyle X={\frac {n_{\text{p}}}{n_{\text{p}}+n_{\text{H}}}},}
薩哈方程式可以重新寫為
{\displaystyle {\frac {1-X}{X}}=n_{\text{p}}\left({\frac {m_{\text{e}}k_{\text{B}}T}{2\pi \hbar ^{2}}}\right)^{-3/2}\exp \left({\frac {Q}{k_{\text{B}}T}}\right).}
最後一步是將方程式表示成光子密度的數值，這是重子經由重子對光子相關的數質密度比率η。這樣做的原因是重子對光子的比率是可以測量的，並由此給出光子密度的數值
{\displaystyle n_{\gamma }=0.243\left({\frac {k_{\text{B}}T}{\hbar c}}\right)^{3},}
此處c是光速。然後
{\displaystyle {\frac {1-X}{X^{2}}}=3.84\eta \left({\frac {k_{\text{B}}T}{m_{\text{e}}c^{2}}}\right)^{3/2}\exp \left({\frac {Q}{k_{\text{B}}T}}\right).}
解這個方程是得到產生50%電離的復合溫度大約是4000 K，而反過來，得到的紅移大約是z = 1500，作為宇宙輻射的溫度是Tr = 2.728 (1 + z)；以電子伏特作單位，這個溫度大約是0.3 eV。 這大約比氫的束縛能低了兩個數量級。能量相差兩個數量級，平衡卻可以經常維持著，看來似乎是很奇怪的現象。差異的原因是光子的數量遠遠的多於重子；光子對重子的比率大約是10−9。如果有與氫原子大約相同數量的光子能量大於氫原子結合的束縛能，氣體將保持電離的狀態。會有一些光子在黑體光譜的維因區，有著大於kT的能量，直到溫度低於4000K或0.3電子伏特，能量大於13.6電子伏特的光子數量才會少於氫原子。不同的狀態是宇宙會因為高熵而使復合被延遲。
這種推導依賴在基態的氫和復合之間直接的熱力學平衡假設，其中每個計算的簡化但也修正了結果。激發態氫的復合意味著復合過程會比薩哈方程式預測的慢上許多。在物理學上更仔細的處理復合，產生的數值接近到z = 1100。

## 衝擊
復合之前，光子不能自由的穿越宇宙，因為它們不斷的與自由電子和質子發生散射。這些散射造成資訊的流失，因此在接近復合的附近有一道“紅移的光子屏障”，阻止我們使用光子直接了解紅移更大的宇宙。一旦復合發生了，光子的平均自由半徑由於自由電子的減少而大大的提高。在復合之後不久，光子的平均自由半徑變得比哈伯長度更大，光子就可以自由的旅行而不會與物質交互作用。由於這個原因，復合與最後的散射表面密切相關，這個名稱與光子在宇宙微波背景輻射與物質最後的交互影響密切相關。然而，复合与光子退耦并不是同一件事，如果一个宇宙的重子-光子比率、物质密度与我们的宇宙不同，那么那个宇宙中的复合和光子退耦不一定在同一时期发生。。

## 註解
1. ↑  請注意：再結合是不當的用詞，這是描述第一次電中性氫的形成

## 書目
- Galli, S.; Bean, R.; Melchiorri, A.; Silk, J. . Physical Review D. 2008, 78 (6): 063532. doi:10.1103/PhysRevD.78.063532. arXiv:0807.1420.
- Longair, Malcolm. . Springer. 2006. ISBN 9783540734772.
- Padmanabhan, Thanu. . Cambridge University Press. 1993. ISBN 0521424860.
- Ryden, Barbara. . Addison-Wesley. 2003. ISBN 0805389121.